# Jérôme Minière
 (juin 2020).
Jérôme Minière, né le 27 mars 1972 à Orléans, est un chanteur et artiste pluri-disciplinaire français. 
Considéré comme appartenant à la nouvelle scène française[Par qui ?], il est principalement connu au Québec où il vit depuis 1995. 

## Biographie
Jérôme Minière passe son enfance et son adolescence à Orléans, dans le Loiret, où il apprend le piano et le dessin. À partir de 13 ans, il participe à plusieurs groupes de musique avec des amis.
Après une première année en lettres supérieures, il complète des études en cinéma à l'INSAS à Bruxelles, il y écrit trois scénarios de long-métrage, dirige trois courts métrages et remporte un prix au Festival international du film francophone de Namur[réf. nécessaire].
Parallèlement à ses études en cinéma, Jérôme Minière commence à écrire et composer de la musique seul. Il s'enregistre sur un 4 pistes à cassettes sous le pseudonyme de Léo le Singe. Ses démos commencent à circuler de manière non-commerciale. Les Inrockuptibles le chroniquent de manière élogieuse[réf. nécessaire]. En 1995, il quitte la Belgique pour Montréal.
En 1996, ses démarches se matérialisent avec Lithium : un premier album sort, Monde pour n'importe qui, distribué par Labels/Virgin. Le disque, qui marie musique électronique, pop et textes chantés/parlés en français est remarqué par la critique[réf. nécessaire]. La chanson Un avis de défaite obtient un succès d'estime[réf. nécessaire]. Dans la foulée, Jérôme Minière offre plusieurs spectacles en France et au Québec, et se produit aux Transmusicales de Rennes[réf. nécessaire].
En 1998, toujours avec Lithium, il sort La nuit éclaire le jour qui suit. L'album double, produit par Gilles Martin, affirme sa poésie particulière, proche du rap et du spoken word, sur des musiques entièrement composées avec un sampler. Le premier CD est chanté, le deuxième entièrement instrumental. Le disque récolte de nombreux articles élogieux de la presse musicale française et québécoise[réf. nécessaire]. La chanson La peau lisse tourne sur les radios et à la télévision (clip réalisé par Cécile Babiole). Jérôme Minière fait une tournée au Québec, en France,  en Belgique,  en Allemagne (qui passe par le printemps de Bourges et les nuits Botaniques de Bruxelles et les Francolies de Montréal).
À Montréal, Jérôme Minière tisse des liens avec le réseau des musiques électroniques. Il se crée un alter-égo du nom d'Herri Kopter, et collabore avec le Collectif Oral. Il conçoit l'espace sonore de Darboral, une installation chorégraphie de Massimo Guerrera présentée au Musée d'art contemporain de Montréal. Il participe également à l’événement Mutek.
En 2001, il rejoint le label La Tribu et propose un premier album de musique électronique ambiante intitulé Jérôme Minière présente Herri Kopter (Félix Album Électronique 2002). Un an plus tard, publication de Petit Cosmonaute (La Tribu). Jérôme Minière remporte le Félix Auteur-Compositeur de l'Année au Gala de l'ADISQ 2003. Petit Cosmonaute est mis en marché sur certains territoires européens (France, Belgique, Suisse), puis  bénéficie d’une sortie en Allemagne en 2004[réf. nécessaire].
En avril 2004, il lance l'album Jérôme Minière chez Herri Kopter, projet poético-politique qui critique la société de consommation. Des invités ajoutent leur voix sur cet album concept, dont Lhasa de Sela, sur Un magasin qui n'existe pas. A l'automne 2005, il sort Jérôme Minière au Grand Théâtre, album double réunissant un CD enregistré devant public et un DVD (à noter que Patrick Watson et René Lussier étaient des invités spéciaux sur scène). 
En 2006, il réalise l'album de Michel Faubert intitulé La fin du monde. En 2007 sort un nouvel opus intitulé Cœurs. Cœurs est aussi distribué en Allemagne (label Le Pop).
En 2008, il est invité au Festival Voix d'Amérique (Montréal) pour un projet de spoken word et entreprend une résidence avec Temps d'images à l'Usine C (Montréal), séjour de recherche et création qui donnera naissance au spectacle chanson/vidéo Autoplayback présenté en 2008, notamment au Musée d'art contemporain de Montréal, au Musée national des beaux-arts du Québec, à La Ferme du Buisson (Noiziel en France). En 2009, Jérôme Minière tourne en Allemagne et au Québec avec le spectacle Cœurs en trio.
Toujours en 2009, il compose avec Nicolas Bernier la musique d' Une fête pour Boris, un texte de Thomas Bernhard mis en scène par Denis Marleau et présentée au FTA (Montréal) de même qu’au Festival d'Avignon en France.

### Années 2010: musique, littérature et théâtre
En 2010, après avoir composé la musique d'un livre-disque pour enfants de la conteuse Renée Robitaille (édité chez Planète Rebelle), Jérôme Minière propose Le Vrai Le Faux. Le projet est accompagné d'une série de capsules animées qui relate la fabrication du vrai et du faux, une réflexion humoristique et poétique autour de la création de ce disque. Parallèlement à ce travail personnel, Jérôme réalise le premier album de Ngâbo.
En décembre 2010, il monte sur scène avec le spectacle Le Vrai Le Faux et entame une tournée du Québec. Cet album de chansons lui vaudra quatre nominations à l'ADISQ 2011, le prix Rapsat-Lelièvre Belgique/Québec 2011 et une nomination au Juno Award (2012, gala de l’industrie canadienne du disque)[réf. nécessaire].
Entre 2011 et 2012, Le Vrai Le Faux tourne en Belgique et en France avec des passages aux Francofolies de Spa, à la Fête de la musique, au Festival Pause Guitare, aux Tombées de la nuit. A l'automne 2012, Le vrai le faux paraît en France et deux chansons sont accueillies en radio : Rien à vous dire et Avril[réf. nécessaire].
Entre-temps, au Québec, il participe à la Manif d'art - La Biennale de Québec (2012) avec un projet en trio (MP Normand / JF Dugas) exposé à la Bande vidéo, et conçoit L'Épicerie musicale, un projet installatif[Quoi ?] présenté aux Escales Improbables 2012, où un comptoir de fruits et légumes du terroir rencontre de la musique d’artisans locaux, toutes tendances confondues. 
En hiver 2013, il monte pour la première fois sur scène au théâtre, assumant la conception sonore et un rôle dans la pièce Le dernier feu montée par Denis Marleau (Théâtre UBU / Espace GO, Montréal). 
Au printemps 2013, il sort Jérôme Minière danse avec Herri Kopter, album sur le rapport des humains aux machines. La plupart des titres sont instrumentaux, mais des invités (Frannie Holder du groupe Random Recipe, Dawn Cumberbatch et Ariane Bisson McLernon) chantent sur le disque. L'album remporte cette année-là le Félix du meilleur album électronique[réf. nécessaire]. En parallèle, il réalise le premier album de Grenadine, une auteure-compositrice montréalaise (février 2014). En 2014, Jérôme Minière publie son premier roman, L'enfance de l'art, chez Quai n05/XYZ.
Depuis l'album Une île (2015), Jérôme Minière a surtout composé pour le théâtre, donnant suite à une série de collaborations avec le metteur en scène Denis Marleau (théâtre UBU). Ainsi, il a pu travailler en France à la Comédie Française pour la pièce Innocence, et au Québec, monter sur la scène du TNM pour le Tartuffe (2016), interpréter des chansons de Bertolt Brecht à l'Espace Go, ou participer à la pièce-fleuve Soifs (2020), adaptée de Marie-Claire Blais (Espace Go, janvier 2020). Il a aussi composé et réalisé deux albums pour les tout-petits (en 2019 et 2021 chez La Montagne Secrète), qui ont aussi été adaptés en anglais. Il a composé la musique du film documentaire Point d'équilibre de Christine Chevarie-Lessard (ONF/2018).
Il sort le EP instrumental Cancionero de Palacios au printemps 2020. Il travaille sur un nouvel album La mélodie, le fleuve et la nuit  sorti en août 2022, qui est précédé des singles Deux choses à la fois (janvier 2021), Nuit Américaine (juin 2021) et de l'EP Le son du temps qui nous dépasse (novembre 2021). En 2023, il compose la musique du film Le Huitième Étage, jours de révolte, long-métrage (docu-fiction) de Pedro Ruiz (Faits Divers Médias - KFilms Amérique) et la sort sous forme d'album en février 2024.

## Discographie
- 1996 : Monde pour n'importe qui
- 1998 : La nuit éclaire le jour qui suit
- 2001 : Du Pic au Cœur (musique du film de Céline Baril)
- 2001 : Jérôme Minière présente Herri Kopter
- 2002 : Petit cosmonaute
- 2004 : Jérôme Minière chez Herri Kopter
- 2005 : Herri Kopter au Grand Théâtre
- 2007 : Cœurs
- 2010 : Le Vrai Le Faux
- 2013 : Jérôme Minière danse avec Herri Kopter
- 2015 : Une île
- 2018 : Dans la forêt numérique
- 2019 : Une clairière
- 2019 : Un pique-nique au soleil  (livre-disque pour enfant, écrit par Christiane Duchesne et composé par Jérôme Minière, La Montagne secrète)
- 2020 : Cancionero de Palacios ( Ep instrumental )
- 2021 : Une fête sous la lune (livre-disque pour enfant, écrit par Christiane Duchesne et composé par Jérôme Minière, La Montagne secrète)
- 2021 : A picnic in the Sun (adaptation anglaise du livre-disque pour enfants Un pique-nique au soleil , La Montagne secrète)
- 2021 : Le son du temps qui nous dépasse (EP)
- 2022 : La mélodie, le fleuve et la nuit
- 2024 : Le huitième étage, jours de révolte (bande originale du film)

## Remixes et collaborations
- 2002 : Laudanum - Honest (Sometimes)
- 2004 : Martin Léon - Perte de Nord
- 2005 : Jean-Pierre Ferland - Le petit roi
- 2006 : Laudanum  - Perfect
- 2007 : Pierre Lapointe - Deux par deux rassemblés
- 2012 : Alfa Rococo - Électron Libre
- 2013 : Montag - Memori
- 2014 : Françoiz Breut - Michka Soka
- 2024: Poirier  - Tout doux  (collaboration)

## Œuvres littéraires
- 2014 : L'enfance de l'art (roman) - coll. Quai no5, Éditions XYZ
- 2021 : Impressions Collectées, texte de préface de la monographie le collectoire d'Ève Cadieux

## Musiques pour le cinéma et la télévision
- 2001 : Du pic au cœur, long-métrage de Céline Baril, avec Karine Vanasse et Xavier Caféïne
- 2003 : Lucie de tous les temps, film documentaire de Julie Perron sur Lucie Aubrac
- 2014 : Grande Fille, film documentaire d'Hélène Choquette / ONF
- 2018 : Point d'équilibre, film documentaire de Christine Chevarie-Lessard / ONF
- 2022 : Alcool... voyage sur un continent gris, film documentaire de Julien Selleron / Les Films d'ici Méditerranée - France 3
- 2023 : Le Huitième étage, jours de révolte , long-métrage (docu-fiction) de Pedro Ruiz / Faits Divers Médias - KFilms Amérique
- 2024:  Objectif Laurentie, série documentaire en 4 épisodes de Stéphane Lahoud / Tapis Rouge Films - savoir.médias

## Musiques pour le théâtre et la danse
- 2009 : Une fête pour Boris de Thomas Bernhard, mise en scène de Denis Marleau et Stéphanie Jasmin, co-écriture de la musique avec Nicolas Bernier
- 2013 : Le Dernier Feu de Dea Loher, mise en scène de Denis Marleau et Stéphanie Jasmin / Espace Go (Montréal,Canada)
- 2014 : La Ville de Martin Crimp, mise en scène de Denis Marleau et Stéphanie Jasmin / Espace Go (Montréal,Canada)
- 2015 : Innocence de Dea Loher, mise en scène de Denis Marleau et Stéphanie Jasmin / Comédie-Française (Paris,France)
- 2016 : Les Diablogues de Jean Dubillard, mise en scène de Denis Marleau et Stéphanie Jasmin / Théâtre du Rideau Vert (Montréal,Canada)
- 2016 : Tartuffe de Molière, mise en scène de Denis Marleau et Stéphanie Jasmin / TNM (Montréal,Canada)
- 2017 : Avant-Garde de MarieLuise Fleisser, mise en scène de Denis Marleau et Stéphanie Jasmin / Espace Go (Montréal,Canada)
- 2019 / 2020 : Soifs matériaux de Marie-Claire Blais, mise en scène de Denis Marleau et Stéphanie Jasmin / FTA et Espace Go (Montréal,Canada)
- 2021 :  Accolades et Quiproquos  création de la compagnie de danse Les Archipels / Tangente (Montréal,Canada)
- 2021 : Osez! en solo 2021 composition d'un solo pour  la compagnie Danse K par K (Québec,Canada)
- 2024 : Terrasses de Laurent Gaudé, mise en scène de Denis Marleau et Stéphanie Jasmin / Théâtre de la Colline (Paris,France) /  repris en version "lecture" à l'Usine C (Montréal,Canada)
- 2024: Faire le bien de Gabrielle Chapdelaine et François Archambault, mise en scène de Claude Poissant / Théâtre du Rideau Vert (Montréal,Canada) / puis au CNA (Ottawa,Canada)
- 2024: En paral·lel  co-création de la compagnie de danse Les Archipels et de Sònia Gómez /  Fira Mediterrania (Manresa, Espagne)

## Courts-métrages
- 1993 : Love Love
- 1994 : Tracteurs en plastique orange
- 1995 : Pas de bras, pas de chocolat
- 2011 : La fabrication du vrai et du faux (coréalisation avec Jean-François Dugas et Marie-Pierre Normand)
- 2012 : Le laboratoire de la vie en boîte (coréalisation avec Jean-François Dugas et Marie-Pierre Normand)

## Performances et installations
- 2009 : Autoplayback  (Usine C, Montréal / Ferme du Buisson, France / Musée des beaux-arts de Québec)
- 2012 : Le laboratoire de la vie en boîte avec JF Dugas et MP Normand (Bande Vidéo / Biennale d'art contemporain de Québec)
- 2012 : L'Épicerie Musicale avec Marie Pierre Normand et Tristan Malavoy  (les Escales Improbables / Montréal)
- 2014 : Minishow (Usine C, Montréal)
- 2016 : Nature changeante d’un lieu et son coulis d’impressions sonores et de mots (Espace[IM]média 2016 / Sporobole, Sherbrooke)
- 2018 - 2019 : Duplicatas ( Festival Phenomena / Coups de coeur Francophone )

## Distinctions
- 2002 : Félix du meilleur album électronique pour Jérôme Minière présente Herri Kopter, de l'ADISQ
- 2003 : Félix de l'auteur-compositeur de l'année
- 2005 : Prix Miroir de la chanson d'expression française au Festival d'été de Québec
- 2006 : Nomination dans la catégorie Meilleur DVD
- 2007 : Félix de la meilleure réalisation d'album pour La fin du monde de Michel Faubert
- 2011 : Prix Rapsat-Lelièvre, décerné par un jury international composé de spécialistes de la chanson du Québec et de Wallonie-Bruxelles (WBI)[3]
- 2013 : Félix du meilleur album électronique pour Jérôme Minière danse avec Herri Kopter
- 2024 : Nomination pour le prix IRIS (Québec Cinéma) de la meilleure musique originale / film documentaire pour Le huitième étage, jours de révolte